# 세종청소년오케스트라
세종청소년오케스트라는 청소년 관현악단이다. 2005년 8월 '연기청소년오케스트라'라는 이름으로 창단되었고 2009년 8월 14일 연기군민회관(현 세종문화원)에서 첫 연주회를 개최했다. 2009년에 충남 연기군이 세종특별자치시로 명칭이 바뀌는 즈음, 연기청소년오케스트라에서 세종청소년오케스트라로 개칭되었다. 비올리스트 김옥환이 초대 단장을 맡고 있으며 연 2회 정기연주회를 목표로 연습을 하고 있다. 정기연주회 외에도 기획연주, 초청연주, 음악캠프 등을 통해 세종청소년오케스트라의 이름을 알리고 있다. 대상은 초중고교생 뿐만 아니라 각계의 사회인들에게도 문이 열려 있다. 주요 공연장은 세종시 문화예술회관과 세종문화원, 고려대학교 세종캠퍼스 농심관 등이다.

## 주요 연주 이력

### 정기연주회
- 제1회 정기연주회 - 작은 연주회 (2009.08.14)
- 제2회 정기연주회 - 송년 연주회 (2009.12.28)
- 제3회 정기연주회 - 협주곡의 밤 (2010.06.13)
- 제4회 정기연주회 - 아듀2010 송년음악회 (2010.12.26)
- 제5회 정기연주회 - 가족음악회 (2010.04.10)
- 제6회 정기연주회 - 우리동네오케스트라 (2011.12.18)
- 제7회 정기연주회 - (2012.05.26)
- 제8회 정기연주회 - 송년연주회 (2012.12.23)
- 제9회 정기연주회 - (2013.06.15)
- 제10회 정기연주회 - (2013.12.14)
- 제11회 정기연주회 - (2014.06.21)
- 제12회 정기연주회 - (2014.12.13)
- 제13회 정기연주회 - (2015.05.16)

### 초청연주
- 2009.11.5 - 연기군 사랑의마을 증축준공식 초청연주
- 2009.11.14 - 연기청소년문화존 초청연주
- 2014.08.30 - 반딧불이와 함께하는 금사리 별밤음악회 초청연주